# Epigomphus
Epigomphus là một chi chuồn chuồn ngô thuộc họ Gomphidae. Tiếng Anh thường gọi là Knobtails.
Chi có các loài sau:
- Epigomphus armatus Ris, 1918
- Epigomphus camelus Calvert, 1905 - Humped Knobtail[2]
- Epigomphus clavatus Belle, 1980 - Guatemalan Knobtail[3]
- Epigomphus compactus Belle, 1994
- Epigomphus corniculatus Belle, 1989 - Horned Knobtail[4]
- Epigomphus crepidus Kennedy, 1936 - West Mexican Knobtail[5]
- Epigomphus donnellyi González & Cook, 1988 - Donnelly's Knobtail[6]
- Epigomphus echeverrii Brooks, 1989 - Volcano Knobtail[7]
- Epigomphus flinti Donnelly, 1989 - Flint's Knobtail[8]
- Epigomphus gibberosus Belle, 1988
- Epigomphus houghtoni Brooks, 1989 - Limón Knobtail[9]
- Epigomphus hylaeus Ris, 1918
- Epigomphus jannyae Belle, 1993
- Epigomphus llama Calvert, 1903
- Epigomphus maya Donnelly, 1989 - tháng 5a Knobtail[10]
- Epigomphus obtusus Selys, 1869
- Epigomphus occipitalis Belle, 1970
- Epigomphus paludosus Hagen in Selys, 1854
- Epigomphus paulsoni Belle, 1981 - Paulson's Knobtail[11]
- Epigomphus pechumani Belle, 1970
- Epigomphus quadracies Calvert, 1903
- Epigomphus subobtusus Selys, 1878
- Epigomphus subquadrices Kennedy, 1946
- Epigomphus subsimilis Calvert, 1929 - Alajuela Knobtail[12]
- Epigomphus sulcatistyla Donnelly, 1989 - Tuxtla Knobtail[13]
- Epigomphus tumefactus Calvert, 1903
- Epigomphus verticicornis Calvert, 1908 - Cartago Knobtail[14]
- Epigomphus westfalli Donnelly, 1986 - Westfall's Knobtail[15]